# Gustavo Rossari
Gustavo Rossari (Milaan, 27 december 1827 – Milaan, 30 november 1881) was een Italiaans componist, muziekpedagoog, dirigent en hoornist.

## Levensloop
Over deze componist en muziekpedagoog is nog niet veel bekend. Hij was vanaf 1858 professor aan het Conservatorio e Corpo Musicale della Guardia Nazionale di Milano en tegelijkertijd eerste dirigent van de Corpo Musicale della Guardia Nazionale in Milaan. Het eerste concert met deze banda (harmonieorkest) vond plaats in het "Teatro Carcano" te Milaan. Rossari was ook hoornist in het orkest van het Teatro alla Scala in Milaan. 
Als componist is hij vooral voor zijn pedagogische werken en zijn verschillende stukken voor banda (harmonieorkest) bekend.

## Composities

### Werken voor harmonieorkest
- 1872 Steven's march, voor harmonieorkest
- Cavour-Marcia
- Festa Nazionale mars
- Garibaldi-marcia
- Motivi Nazionali Guerreschi

### Vocale muziek
- Ai forti caduti per l’indipendenza Italiana, voor zangstem en piano
- Inno di guerra, voor zangstem en piano - tekst: Angelo Brofferio
- Viva Italia, voor zangstem en piano

### Kamermuziek
- Il Canto Italiano, voor cornet (flicorno [bugel]) en piano

### Pedagogische werken
- 1835 12 Studi per Corno da Caccia, voor Corno da Caccia, op. 12
- 11 historische Duette, voor bariton, eufonium of trombone
- 53 melodische Etudes, voor hobo (of sopraansaxofoon), 2 vols.
- Esercizi per il corso inferiore di corno, voor hoorn
- Esercizi per il corso superiore di corno, voor hoorn
- Metodo per Corno da Caccia a Cilindro, Diviso in Tre Parti
- Metodo per flicorno, cornetto e flicorno tenore
- Studio per diploma N 2, voor althobo
- Studio per il diploma tradizionale di corno N 6, voor hoorn